# Жоан Верду
Жоан Верду (ісп. Joan Verdú, нар. 5 травня 1983, Барселона) — іспанський футболіст, атакувальний півзахисник китайського клубу «Ціндао Хайню».

## Клубна кар'єра
Вихованець футбольної школи клубу «Барселона».
У дорослому футболі дебютував 2002 року виступами за команду «Барселона Б», в якій провів чотири сезони, взявши участь у 135 матчах чемпіонату. Більшість часу, проведеного у складі другої команди «Барселони», був основним гравцем команди.
Своєю грою за цю команду привернув увагу представників тренерського штабу клубу «Депортіво», до складу якого приєднався 2006 року. Відіграв за клуб з Ла-Коруньї наступні три сезони своєї ігрової кар'єри. Граючи у складі «Депортіво» також здебільшого виходив на поле в основному складі команди.
До складу «Еспаньйола» приєднався 2009 року. Протягом наступних чотирьох сезонів провів 144 матчі у національному чемпіонаті. Сезон 2013/14 відіграв за «Реал Бетіс», після чого уперше виїхав грати за кордон, ставши гравцем еміратського «Баніяса».
Влітку 2015 року повернувся до Європи, уклавши однорічний контракт з «Фіорентиною». Однак заграти в Італії не вийшло і вже за півроку Верду повернувся на батьківщину, ставши гравцем «Леванте».
2017 року досвідчений півзахисник вирішив продовжити кар'єру в Китаї, уклавши контракт з місцевим «Ціндао Хайню».

## Виступи за збірні
2002 року залучався до складу молодіжної збірної Іспанії. На молодіжному рівні зіграв у 2 офіційних матчах, забив 1 гол.
2006 року дебютував в матчах у складі невизнаної ФІФА збірної Каталонії. Протягом наступного десятиріччя провів у формі цієї команди 11 матчів, забивши 3 голи.